# Lencoh
Lencoh is een bestuurslaag in het regentschap Boyolali van de provincie Midden-Java, Indonesië. Lencoh telt 3250 inwoners (volkstelling 2010).